# Uganda na Letnich Igrzyskach Olimpijskich 1992
Uganda na Letnich Igrzyskach Olimpijskich 1992 – występ kadry sportowców reprezentujących Ugandę na igrzyskach olimpijskich w Barcelonie. Reprezentacja liczyła 8 zawodników – 6 mężczyzn i 2 kobiety.
Był to dziewiąty występ reprezentacji Ugandy na letnich igrzyskach olimpijskich.

## Reprezentanci

### Boks
| Zawodnik        | Konkurencja          | 1/16              | 1/8              | Ćwierćfinał      | Półfinał         | Finał            | Finał   | Źródło |
| Zawodnik        | Konkurencja          | Przeciwnik Wynik  | Przeciwnik Wynik | Przeciwnik Wynik | Przeciwnik Wynik | Przeciwnik Wynik | Miejsce | Źródło |
| --------------- | -------------------- | ----------------- | ---------------- | ---------------- | ---------------- | ---------------- | ------- | ------ |
| Fred Muteweta   | waga kogucia         | McCullough P 7-28 | NQ               | NQ               | NQ               | NQ               | 17.     | [ 1 ]  |
| Davis Lusimbo   | waga piórkowa        | Soltani P 8-13    | NQ               | NQ               | NQ               | NQ               | 17.     | [ 2 ]  |
| Godfrey Wakaabu | waga lekkopółśrednia | Leduc P 2-9       | NQ               | NQ               | NQ               | NQ               | 17.     | [ 3 ]  |

### Lekkoatletyka
Mężczyźni
| Zawodnik        | Konkurencja   | Eliminacje | Eliminacje | Ćwierćfinał | Ćwierćfinał | Półfinał | Półfinał | Finał   | Finał   | Źródło |
| Zawodnik        | Konkurencja   | Wynik      | Miejsce    | Wynik       | Miejsce     | Wynik    | Miejsce  | Wynik   | Miejsce | Źródło |
| --------------- | ------------- | ---------- | ---------- | ----------- | ----------- | -------- | -------- | ------- | ------- | ------ |
| Joel Otim       | bieg na 100 m | 10,84      | 52.        | NQ          | NQ          | NQ       | NQ       | NQ      | NQ      | [ 4 ]  |
| Francis Ogola   | bieg na 200 m | 21,29      | 35. Q      | 21,41       | 36.         | NQ       | NQ       | NQ      | NQ      | [ 5 ]  |
| Francis Ogola   | bieg na 400 m | 45,87      | 16. Q      | 46,21       | 23.         | NQ       | NQ       | NQ      | NQ      | [ 6 ]  |
| Michael Lopeyok | maraton       | —          | —          | —           | —           | —        | —        | 2:42:54 | 82.     | [ 7 ]  |

Kobiety
| Zawodniczka     | Konkurencja   | Eliminacje | Eliminacje | Półfinał | Półfinał | Finał | Finał   | Źródło |
| Zawodniczka     | Konkurencja   | Wynik      | Miejsce    | Wynik    | Miejsce  | Wynik | Miejsce | Źródło |
| --------------- | ------------- | ---------- | ---------- | -------- | -------- | ----- | ------- | ------ |
| Edith Nakiyingi | bieg na 800 m | 2:03,55    | 27.        | NQ       | NQ       | NQ    | NQ      | [ 8 ]  |

### Tenis stołowy
Kobiety
| Zawodniczka | Konkurencja | Faza grupowa        | Faza grupowa        | Faza grupowa | 1/8                 | Ćwierćfinał         | Półfinał            | Finał/BM            | Finał/BM | Źródło |
| Zawodniczka | Konkurencja | Przeciwniczka Wynik | Przeciwniczka Wynik | Miejsce      | Przeciwniczka Wynik | Przeciwniczka Wynik | Przeciwniczka Wynik | Przeciwniczka Wynik | Miejsce  | Źródło |
| ----------- | ----------- | ------------------- | ------------------- | ------------ | ------------------- | ------------------- | ------------------- | ------------------- | -------- | ------ |
| Mary Musoke | singel      | Ciosu P 0-2         | Chan T L P 0-2      | 3.           | NQ                  | NQ                  | NQ                  | NQ                  | NQ       | [ 9 ]  |